# Motivazione (psicologia)
La motivazione è l'espressione dei motivi che inducono un individuo a compiere o tendere verso una determinata azione. In psicologia, può essere definita come l'insieme dei fattori dinamici aventi una data origine che spingono il comportamento di un individuo verso una data meta, per cui ogni atto che viene compiuto senza motivazioni rischia di fallire.
La motivazione è studiata sia in generale che riferita ad ambiti specifici, come ad esempio la motivazione nell'acquisizione delle lingue straniere.

## Definizione generale e etimologia
Secondo l'associazione statunitense American Psychological Association (APA), la motivazione è la spinta che determina movimento, mantenimento e regolazione del movimento e direzione verso l'ottenimento di uno o più obiettivi, che possono essere sia materiali (come ad esempio del cibo) che immateriali (come ad esempio il raggiungimento e/o il mantenimento di uno stato psicofisico di benessere). L'esperienza soggettiva dei comportamenti, pensieri e/o emozioni può essere cosciente, non cosciente oppure un mix di queste. La motivazione svolge fondamentalmente due funzioni: attivare e orientare comportamenti specie-specifici. Nel primo caso si fa riferimento alla componente energetica di attivazione della motivazione. Nel secondo caso si fa riferimento alla componente direzionale di orientamento.
Motivazione deriva dal latino motivus, sostantivazione da motus, participio passato di movere – in italiano muovere.

## Alcune classificazioni
È possibile fare una prima distinzione tra motivazioni biologiche, innate, che fanno riferimento a elementi fisiologici, ed elementi motivazionali di tipo psicologico-cognitivo, il cui dispiegamento è avvenuto durante l'esperienza. Il meccanismo motivazionale si esplica come continuo interagire di questi due elementi.
Un'altra distinzione fondamentale avviene attraverso il concetto di motivazione intrinseca, o motivo, non sempre o pienamente consapevole alla coscienza del soggetto, e motivazione estrinseca, quella che il soggetto dichiara verbalmente.
Per motivazione si intende uno stato interno che attiva, dirige e mantiene nel tempo il comportamento di un individuo. La motivazione è un concetto molto ampio, che viene suddiviso in tre filoni principali:
- Motivazione estrinseca
- Motivazione intrinseca
- Orientamento motivazionale

### La motivazione estrinseca
La motivazione estrinseca avviene quando una persona si impegna in un'attività per scopi che sono estrinseci all'attività stessa, quali, ad esempio, ricevere lodi, riconoscimenti, buoni voti o per evitare situazioni spiacevoli, quali derisioni, punizioni o brutte figure.

### La motivazione intrinseca
La motivazione intrinseca si evidenzia quando una persona si impegna in un'attività perché la trova stimolante e gratificante di per sé, e prova soddisfazione nel sentirsi sempre più competente. La motivazione intrinseca è basata sulla curiosità, che viene attivata quando un individuo incontra caratteristiche ambientali strane, sorprendenti, nuove; in tale situazione la persona sperimenta incertezza, conflitto concettuale e sente il bisogno di esplorare l'ambiente alla ricerca di nuove informazioni e soluzioni. Importante per la motivazione intrinseca è, inoltre, la padronanza, cioè il bisogno di sentirsi sempre più competenti (come sopra accennato).
Secondo la "multifaceted theory of intrinsic motivation" è possibile distinguere 16 desideri fondamentali che stanno alla base della motivazione intrinseca. Partendo dalla considerazione che ognuno dei 16 desideri di base è indipendente, e che la soddisfazione di ciascuno dei desideri produce un sentimento intrinseco di gioia si può ipotizzare che ogni persona abbia una diversa attribuzione di priorità in base al contesto sociale, ai valori di riferimento e alle esperienze personali passate.

### L'orientamento motivazionale
L'orientamento motivazionale sta a sottolineare l'evolversi degli studi: dal termine "motivazione" si è giunti a valutare "orientamento motivazionale" come più appropriato, in quanto, secondo l'approccio cognitivista, una persona costruisce attivamente il suo orientamento motivazionale. Ciò avviene grazie alla rappresentazione degli obiettivi che l'individuo stesso vuole raggiungere o evitare; questi percepisce i propri mezzi e limiti, attraverso l'autostima e l'attribuzione causale, cioè l'attribuire i propri successi/insuccessi a cause interne/esterne, stabili/instabili, controllabili/incontrollabili (dove per interne-stabili-controllabili si intendono abilità-impegno-uso di strategie appropriate; per esterne-instabili-incontrollabili si intendono fortuna-malessere temporaneo-attività troppo difficile-pregiudizi altrui).
I bambini tendono a vivere le emozioni nei contesti sociali ed educativi in modo molto aperto e spontaneo. Aiutare nella fase dell’infanzia e dello sviluppo a riconoscere gli stati emotivi che si innescano, e saperli affrontare, dona un costrutto intellettivo che aiuta l’evolversi della personalità ponendo le basi per un futuro più stabile. Le emozioni, quali esse siano, vissute correttamente all’interno del contesto della classe plasmano la crescita interiore e stimolando la consapevolezza esperienziale, bagaglio indispensabile alla crescita sana e cosciente.

## Motivazione e apprendimento
Riguardo alla motivazione all'apprendimento si ha mancanza di motivazione quando il locus è solamente esterno e la persona si sente incapace di agire su sé stessa. Manca di conseguenza il piacere, la soddisfazione che deriva dalla semplice partecipazione. Questo accade perché si è portati a compiere azioni e scelte per adattarsi all'ambiente esterno e compiacere ciò che è presente fuori dalla persona. Tali bisogni non appartengono alle sensazioni, volontà e motivazioni intrinseche dell'individuo.
La mancanza di motivazione può avvenire per scarso interesse al compito svolto, al contesto, ambiente sociale, alla percezione troppo elevata di difficoltà o troppo poco sfidante.
Perché ci sia motivazione all'apprendimento la persona deve percepire il controllo su ciò che fa, deve essere coinvolta attivamente, così da aumentare la rilevanza personale per quel compito e il raggiungimento delle finalità del processo.

## Le teorie
Numerose teorie trattano l'argomento della motivazione mettendo l'accento su componenti diverse ed approfondendo aspetti diversi del complesso costrutto di motivazione.
Una prima classificazione potrebbe essere individuata differenziando tra teorie motivazionali del contenuto, come ad esempio la piramide dei bisogni dello psicologo statunitense Abraham Maslow, che spiegano la motivazione in funzione dal soddisfacimento di bisogni primari (fisiologici o riconducibili ad essi) – e teorie motivazionali del processo, come ad esempio la teoria aspettativa/valore di Victor Vroom e la teoria dei tre bisogni di David McClelland, le quali, seppur non escludendo l’importanza del soddisfacimento dei bisogni primari, si propongono di spiegare le motivazioni alimentate da bisogni che emergono non solo da uno scompenso della omeostasi fisiologica dell'individuo, ma anche dallo scompenso della omeostasi psichica, in particolare quella cognitiva, e ancora più specificatamente, dalla dissonanza tra credenze e aspettative precedenti ad un evento e credenze e aspettative conseguenti ad un evento.
Alla base di questa teoria è il concetto di bisogno, da cui derivano necessità fisiologiche. Tali bisogni "scattano" quando i segnali superano uno specifico livello di attenzione. Inoltre il bisogno è interpretato dall'organismo esclusivamente in chiave deprivazionale, ossia scatta quando non è soddisfatto.
La teoria pulsionale spiega allora le variazioni della motivazione secondo un modello circolare delle seguenti fasi: stato di bisogno, soddisfazione, latenza e così via. La motivazione è qui intesa come un meccanismo omeostatico, ossia come un processo psichico di tipo automatico che influenza la condotta per spingere verso un determinato oggetto. La teoria pulsionale biologica è adottata come piattaforma concettuale per tutte le motivazioni di tipo primario e fisiologico.

### La teoria freudiana delle pulsioni
Sigmund Freud introduce il concetto di pulsione definendola come un istinto con un'origine, uno scopo, e un oggetto attraverso cui avviene la sua scarica. Utilizzando come punto di partenza un modello omeostatico della motivazione, il padre della psicoanalisi utilizza il concetto di pulsione per spiegare anche le dinamiche proprie dell'inconscio oltre che gli stati fisiologici essenziali dell'organismo, identificando due istinti o pulsioni di base, una legata alla sopravvivenza e alla sfera sessuale, un'altra alla morte e alla distruttività.
Il passaggio nella sfera cognitivo-sociale della teoria motivazionale di Freud avviene nell'idea che gli uomini, non potendo disporre dell'oggetto appropriato, soddisfano le proprie pulsioni con una sostituzione di oggetto, più o meno socialmente accettata. Attraverso questo meccanismo, detto di sublimazione, viene identificato lo stesso apparato concettuale per spiegare il perché delle condotte sociali e relazioni, riconducendole agli istinti riconosciuti da Freud.
È riconducibile a questo approccio, un elevato grado di prescrittività delle pulsioni freudiane, dette appunto istinti, anche se l'oggetto attraverso cui avviene la scarica varia con il progredire dello sviluppo.

### La piramide dei Bisogni di Abraham Maslow

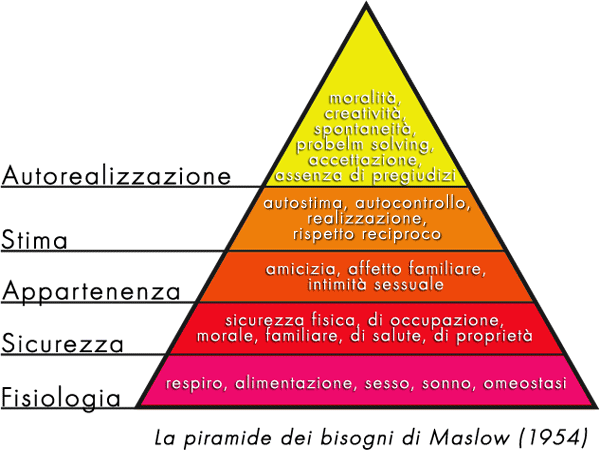
La piramide dei bisogni fondamentali, concepita nel 1954 da Maslow

Una teoria che incentra il costrutto di motivazione come base dello sviluppo individuale è la piramide dei bisogni fondamentali di Abraham Maslow, che identifica sei fasi di crescita, successive e consecutive, tutte incentrate su bisogni, dal più semplice (legato all'aspetto fisiologico) al più complesso (legato all'autorealizzazione):
1. Bisogni fisiologici, la prima motivazione sviluppata, legati agli stati fisici necessari per vivere ed evitare il disagio (idratazione, alimentazione, minzione, defecazione, igiene)
2. Bisogni di sicurezza, si manifestano solo dopo aver soddisfatto i bisogni fisiologici, e constano della ricerca di contatto e protezione.
3. Bisogni di appartenenza, desiderio di far parte di un'estesa unità sociale (famiglia, gruppo amicale), che nasce solo dopo aver soddisfatto i bisogni di sicurezza.
4. Bisogni di stima, esigenza di avere dai partner dell'interazione un riscontro sul proprio apporto e sul proprio contributo, si attiva solo dopo aver soddisfatto i bisogni interpersonali.
5. Bisogni di indipendenza, esigenza di autonomia, realizzazione e completezza del proprio contributo, si attiva solo dopo aver soddisfatto i bisogni di stima.
6. Bisogni di autorealizzazione, bisogno di superare i propri limiti e collocarsi entro una prospettiva super-individuale, essere partecipe col mondo.

Un bisogno insoddisfatto concentra le energie motivazionali entro condotte atte a soddisfare quel bisogno, non accedendo ai bisogni superiori nella scala.
Tra le fasi ora descritte, nel modello originale del 1954, non compare il bisogno di indipendenza, come mostra l'immagine.
Dal punto di vista operativo di applicazione del concetto di motivazione in un'ottica di valutazione, il modello di Maslow permette di definire in maniera esaustiva le fasi di sviluppo proprie dei contenuti motivazionali, ma ne rende poco attendibile la misura.
La teoria di Maslow e la Teoria x teoria y di Douglas McGregor vengono spesso utilizzate per dimostrare come, ad alti livelli gerarchici, l'approvazione, il rispetto e il senso di appartenenza siano motivatori più forti del denaro.

### La teoria aspettativa/valore di Victor Vroom
Vroom postula che la motivazione - la variabile dipendente - può essere rappresentata da un numero, il quale è il prodotto della moltiplicazione di tre fattori, le variabili indipendenti, anch’esse esprimibili con un numero. Queste ultime sono:
1. Aspettativa (Expectancy), che corrisponde al grado di fiducia che il lavoratore ripone circa la validità dell’implicazione logica: se e solo se ho le capacità e le abilità necessarie e mi impegno nel compito, allora otterrò un’elevata performance. È l’essenza del lavoro ben fatto, a prescindere della buona ricompensa, che è invece l’essenza del concetto di strumentalità. Vroom chiama l’aspettativa anche risultato di primo livello. È un valore determinato probabilisticamente ed è espresso da un numero con due decimali compreso tra zero e 1;
2. Strumentalità (Instrumentality), che corrisponde al grado di fiducia che il lavoratore ripone circa la validità dell’implicazione logica: se e solo se otterrò un’elevata performance allora otterrò un’adeguata e soddisfacente ricompensa – non necessariamente economica o solo economica. Per Vroom si tratta del risultato di secondo livello. È un valore determinato probabilisticamente ed è espresso da un numero con due decimali compreso tra zero e 1;
3. Valenza (Valence), cioè il valore percepito e attribuito dal lavoratore alla ricompensa. La ricompensa include anche la soddisfazione lavorativa, cioè la misura in cui le persone si sentono realizzate durante e al termine del compito eseguito e rispetto al quale sviluppano emozioni positive o negative in caso di insuccesso. È un concetto molto simile al rapporto costi/benefici: più precisamente è il valore attribuito alla ricompensa al netto dei costi sostenuti.
Ad esempio:
Un lavoratore chiamato a partecipare ad un progetto, sa che per ottenere una buona ricompensa, deve fare una buona performance. Lo crede fermamente (valore credenza = 1). Per il lavoratore fare una buona performance è importante, oltre che per il fattore remunerativo (0,98) e di soddisfazione personale (0,90), anche ai fini di un possibile avanzamento di carriera (1). Quindi si pone il valore di Valenza pari a 0,98*0,90*1=0,88. L’incidenza del costo (in termini di fatica e stress) è pari a 0,15, e quindi 0,88*(beneficio 1- incidenza del costo 0,15)=0,75
Il lavoratore stima di possedere tutte le capacità e abilità richieste (0,98), e inoltre è consapevole di essere molto coscienzioso e di potersi adeguatamente impegnare (0,97). Pertanto il valore di Aspettativa è pari a 0,98*0,97=0,95
Tuttavia, il lavoratore crede che una buona raccomandazione aiuta ad ottenere un avanzamento di carriera più che una buona performance e che quindi, qualora vi fosse un raccomandato, la sua buona performance potrebbe non bastare a fargli conseguire parte del risultato (l’avanzamento di carriera). Le probabilità che il lavoratore stima circa la veridicità della sua credenza e della effettiva presenza di un raccomandato sono rispettivamente pari a 0,80 e 0,20. Ecco quindi che la Strumentalità è pari a 0,80*(1- 0,20)= 0,64.
Pertanto la motivazione sarà pari a Aspettativa 0,95 * Strumentalità 0,64 * Valenza 0,75 = 0,46
Inoltre, il lavoratore, impegnato in un altro progetto, non è più sicuro di poter destinare risorse a sufficienza al nuovo progetto. Pertanto il valore impegno scende da 0,97 a 0,50 e di conseguenza la motivazione sarà pari a 0,24.
Ma accadono alcune cose. Intanto, dopo un colloquio con il dirigente, il lavoratore apprende non solo che al progetto non parteciperanno raccomandati, ma che il management ha espressamente posto la condizione che se il progetto andrà a buon fine, il lavoratore otterrà la promozione. Il lavoratore farà quindi il seguente ragionamento: la promozione dipende esclusivamente dalla mia performance e non da fattori esterni (1) e ho la massima fiducia che quanto riferitomi dal dirigente sia vero (0,99). La motivazione risale a 0,36. Inoltre il lavoratore chiede e ottiene dal dirigente di non essere più impegnato nell’ altro progetto e di potersi dedicare esclusivamente nel progetto in partenza. L’impegno risale quindi da 0,5 a 0,95. La motivazione diventa pari a 0,69. Inoltre il dirigente gli assegna per tutta la durata del progetto un alloggio a spese dell’azienda, per evitare lo stress di dover affrontare giornalmente due ore complessive di spostamento in automobile. L’incidenza del costo sarà pertanto pari a 0 e i benefici pari a 1: la motivazione risale a 0,81. La dinamica degli eventi recenti ha inoltre aumentato il senso di soddisfazione, che da 0,90 passa a 0,98, facendo ulteriormente aumentare la motivazione a 0,90.

## Le motivazioni cognitive e secondarie
Questo secondo livello delle motivazioni riguarda gli aspetti che muovono il comportamento umano verso condotte di tipo sociale, e, dal punto di vista dello studio, vengono spesso ricondotte a variabili di tipo cognitivo-affettivo.
David McClelland identifica 3 motivazioni fondamentali:
- Il bisogno del successo (o della riuscita) rispecchia il desiderio di successo e la paura per il fallimento.
- Il bisogno di appartenenza combina i desideri di protezione e socialità con la paura per il rifiuto da parte di altri.
- Il bisogno di potere riflette i desideri di dominio e il timore di dipendenza.

Gli individui differiscono nella forza di ciascuno di tali motivi, inoltre le situazioni variano nel grado in cui sono collegate e incentivano l'uno o l'altro motivo.
Un ruolo significativo è attribuito ai processi cognitivi che catalogano gli stimoli in relazione ai motivi, determinando natura e intensità dei vettori motivazionali. I motivi impliciti che spingono all'azione sono originati dagli incentivi esterni che attivano specifiche reazioni emotive. Successivamente, con l'apprendimento, si sviluppa uno schema cognitivo che organizza queste reazioni emotive in categorie positive e negative, delineando così gli stimoli da ricercare e quelli da allontanare. Con l'esperienza e l'apprendimento, un numero sempre maggiore di situazioni si associa a questi forti incentivi, consolidando il motivo e trasformandolo in motivazione esplicita.
La teoria dei bisogni di base elaborata da McClelland ha posto una pietra miliare per lo studio delle determinanti cognitive della motivazione. In ambito sociale cognitivo molti altri autori hanno sviluppato contributi significativi nell'ambito della motivazione, concentrandosi sia sul versante teorico di identificazione delle proprietà, sia sul versante pragmatico di definizione operativa delle variabili motivazionali
- La teoria dell'attribuzione di Weiner si basa sui giudizi retrospettivi circa le cause (interne o esterne) attribuite alle proprie prestazioni. Le persone che attribuiscono i propri successi alle capacità personali, e i propri insuccessi a un impegno insufficiente intraprendono compiti più difficili e persistono nonostante gli insuccessi. Diversamente, chi associa i propri insuccessi a deficit di capacità e i propri successi a fattori situazionali tenderà ad impegnarsi poco, e rinuncerà facilmente alle prime difficoltà.
- La teoria aspettativa-valore (J. W. Atkinson, V. H. Vroom, Fishbein e Ajzen), nelle sue diverse formulazioni, lega la motivazione sia all'aspettativa sul verificarsi di determinati risultati, sia all'attrattiva di tali esiti. Ciò che differenzia i vari modelli è il tipo di motivazioni a cui si applica la teoria: per Atkinson (riproponendo la teoria dei bisogni di base di McClelland) la motivazione al successo, per Ajzen e Fishbein la norma soggettiva, per Vroom la convinzione che il comportamento sia realizzabile con l'impegno.
- Le teorie incentrate sugli obiettivi consapevoli. La capacità di porsi obiettivi stimolanti e valutare su di essi le proprie prestazioni rappresenta uno dei meccanismi motivazionali principali. La motivazione espressa mediante il perseguimento di standard stimolanti è stata confermata nell'ambito della ricerca sulla scelta degli obiettivi (teoria del goal setting di Edwin A. Locke e Gary P. Latham[10]).

## Le motivazioni nei comportamenti di consumo
La motivazione è la ragione del comportamento anche nel campo dei consumi. Un motivo è un costrutto che rappresenta una forza interiore non osservabile che stimola e costringe una risposta comportamentale e fornisce una direzione specifica a quella risposta. Un motivo è la ragione conscia o inconscia per cui un individuo fa qualcosa. I termini bisogno e motivazione sono spesso usati in modo intercambiabile. Questo perché quando un consumatore avverte un divario tra uno stato desiderato e il suo stato attuale effettivo, un bisogno viene riconosciuto e sperimentato come uno stato pulsionale denominato motivazione. I bisogni e le motivazioni influenzano ciò che i consumatori percepiscono come rilevante.